# Monte Buciero
El monte Buciero está situado en la villa marinera de Santoña (Cantabria, España). Tiene una altura de 376 metros sobre el nivel del mar hasta su punto más alto: el pico Ganzo. Su forma se asemeja a una península.

## Rutas

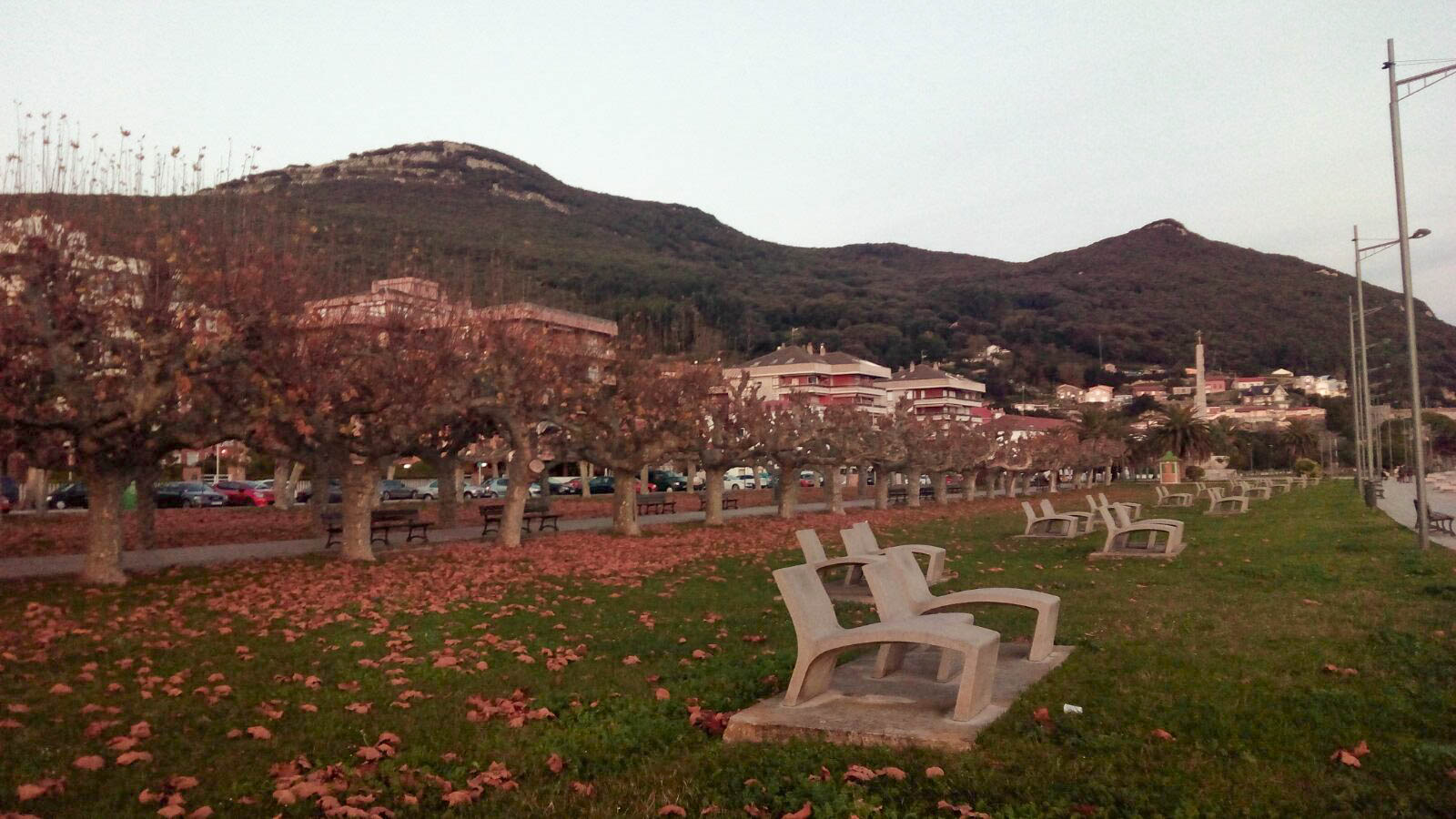
El Buciero visto desde el paseo marítimo de Santoña.

Las siguientes rutas se pueden empezar o acabar en la zona del barrio del Dueso, por la carretera situada al lado del patronato militar y atravesando el fuerte de San Martín, o también se puede por la zona del faro del Pescador, al que podemos llegar tras recorrer dos kilómetros de carretera.

### Faros y acantilados

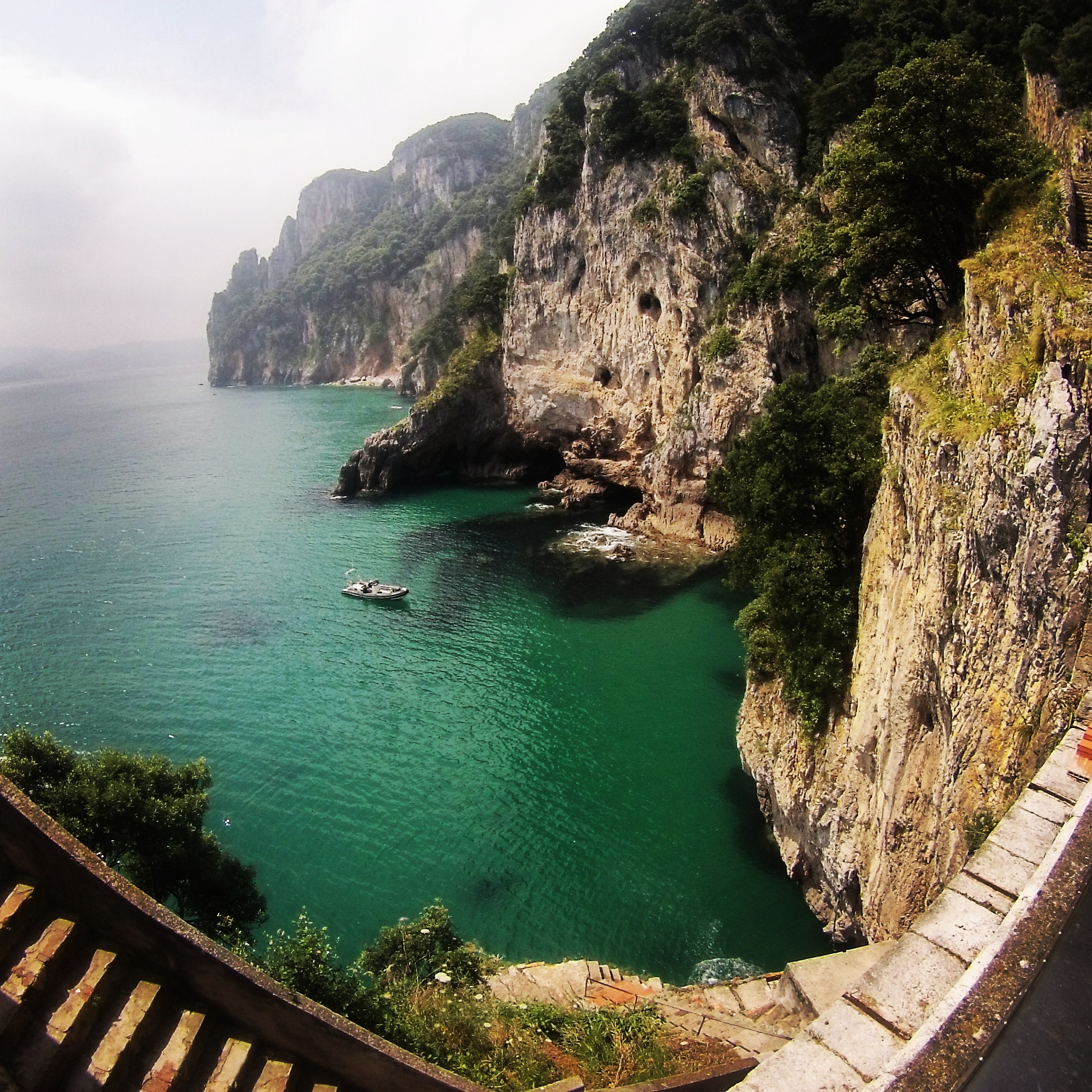
Acantilados vistos desde el faro del Caballo.

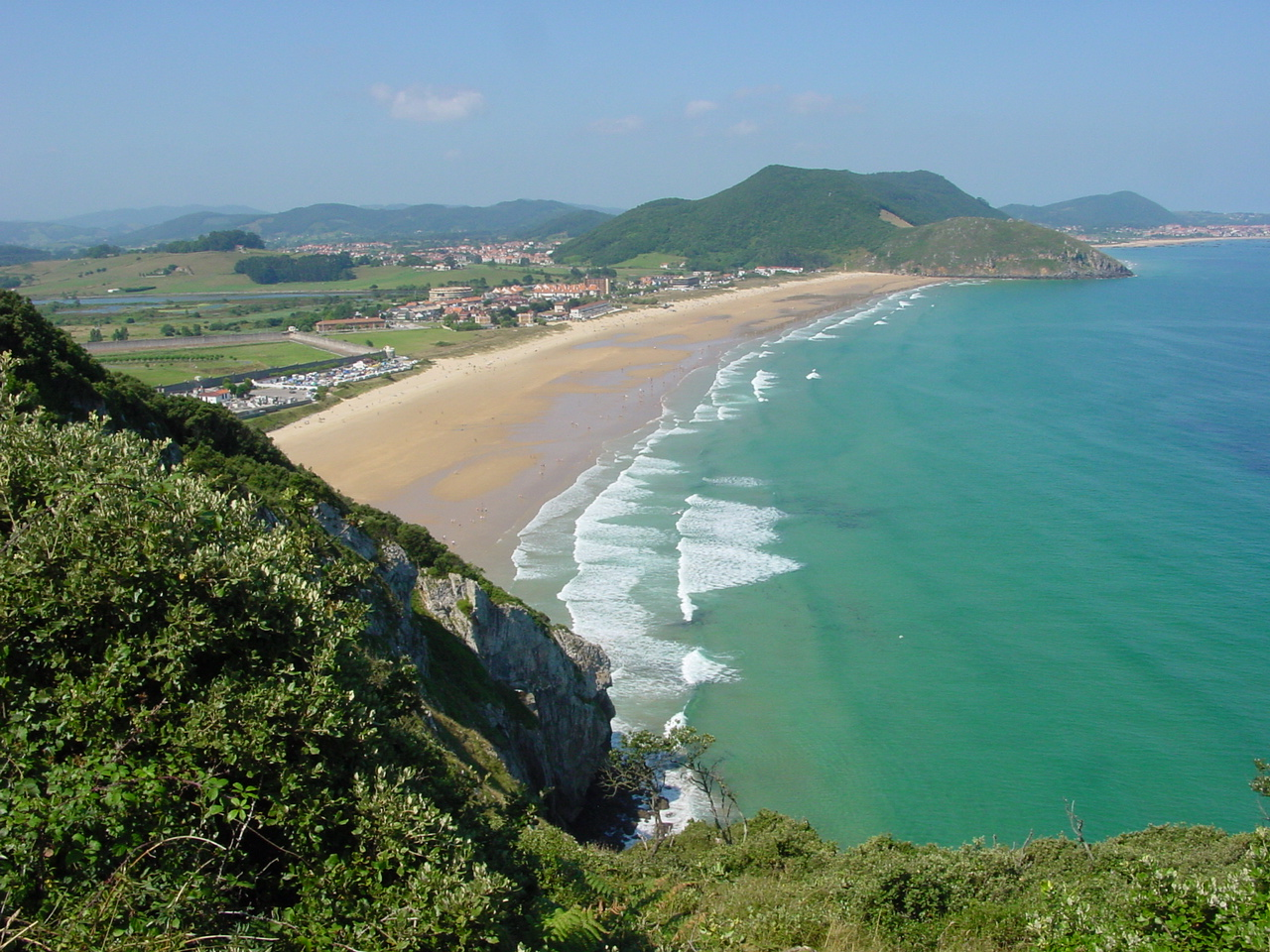
La playa de Berria desde el Monte Buciero.

Esta es la ruta de mayor extensión, aproximadamente de unos 12 kilómetros incluyendo el descenso al faro del Caballo. Quizás pueda ser la ruta más complicada para gente en baja forma física por algunas dificultades que se presentan. Esta ruta bordea toda la falda del monte y como dice su nombre, podemos ver el faro del Caballo y el del Pescador junto con los acantilados que les rodean.

### Ecosistemas del bosque
Este camino tiene un recorrido de 2 km por el interior del monte, que une el fuerte del Mazo con Cuatro Caminos (cruce de rutas) de este a oeste.

### Culminaciones del Buciero
Este itinerario es más o menos circular. Empieza en el fuerte del Mazo atravesando todas las zonas altas del monte, dando una panorámica de todo el paisaje santoñés.

### Tradición pesquera y fuertes napoleónicos
Es el de menor dificultad, ya que recorre parte del pueblo. En esta senda veremos las principales fortificaciones de la época napoleónica y podremos observar toda la actividad pesquera del puerto de Santoña.

## Lugares de interés
En las rutas anteriores se encuentran muchos puntos de interés que podemos visitar, como los siguientes:

### Faro del Caballo

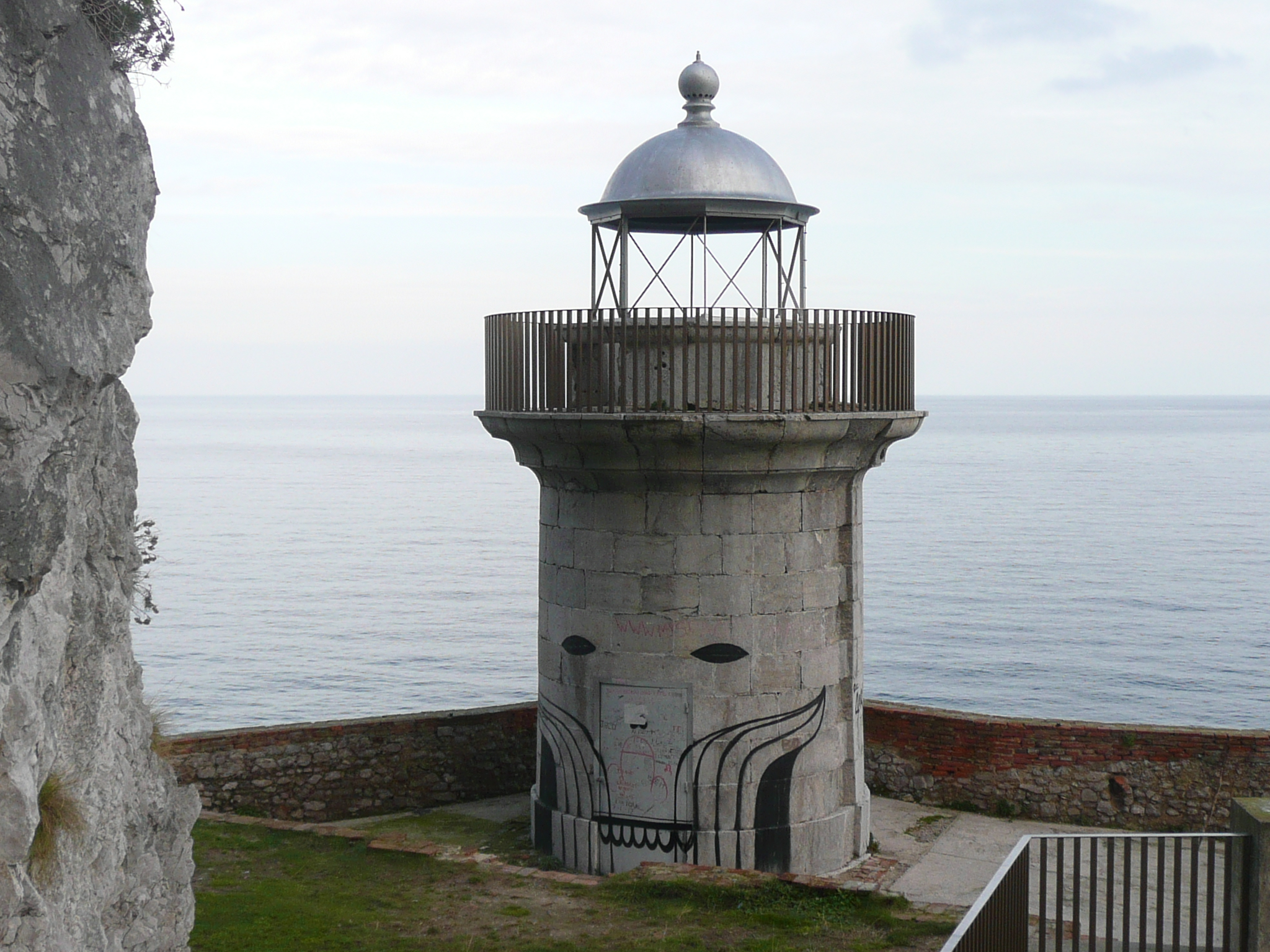
Faro del Caballo.

El abandonado faro del Caballo es uno de los lugares más visitados de este monte, aunque el recorrido para llegar a él sea el más difícil, debido al descenso que hay que realizar de unos 700 escalones, que fueron construidos por los presos del cercano penal de El Dueso como trabajo en el proyecto Nácar (Naturaleza y Cárcel).

### Faro del Pescador

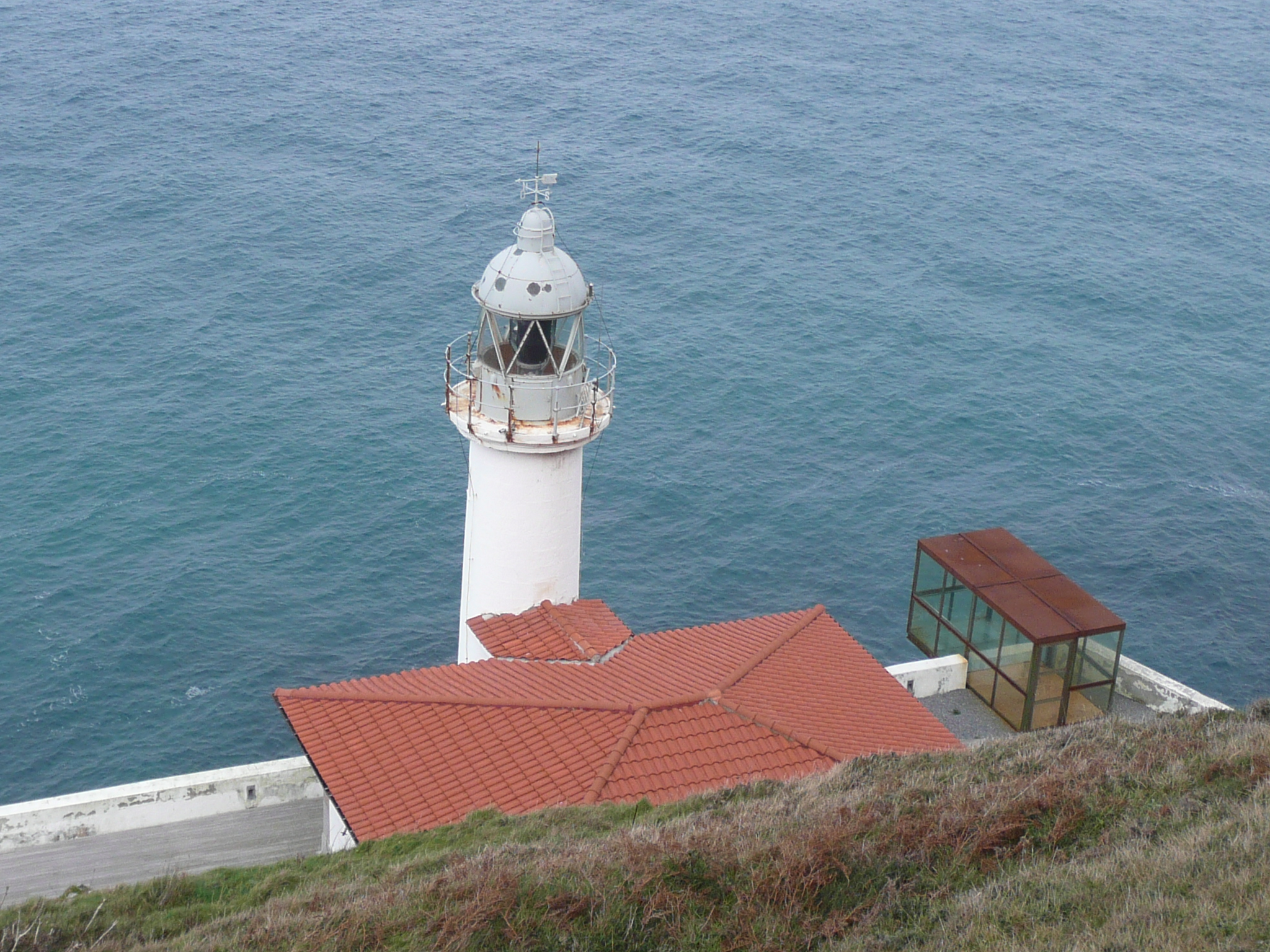
Faro del Pescador.

Está ubicado en unos acantilados y hasta él llega una carretera de 2 kilómetros además de algún sendero.

### Los fuertes
En todo el Buciero hay repartidas numerosas fortificaciones y baterías, entre las que destacan las siguientes:

#### Fuerte de San Carlos

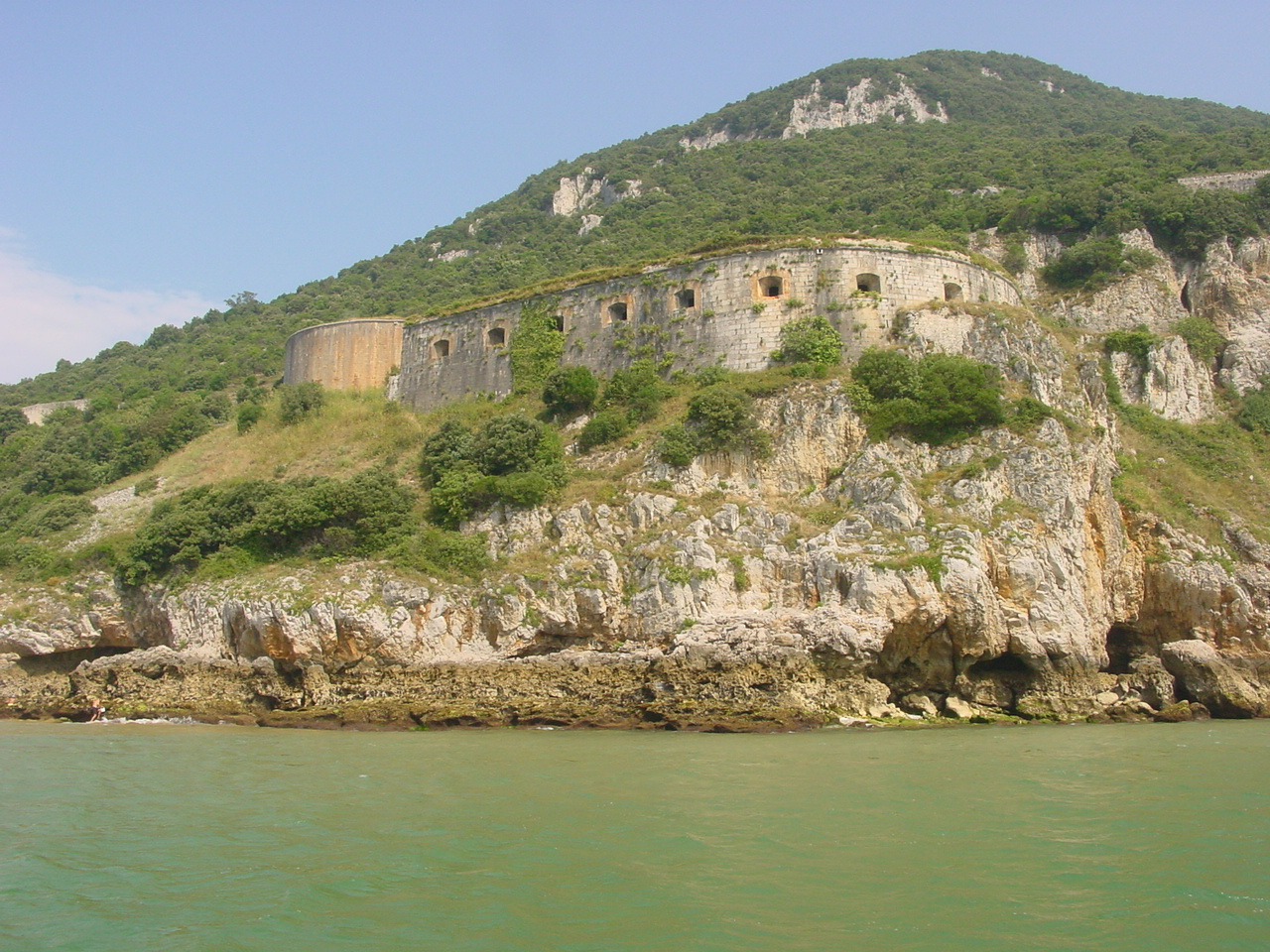
Fuerte de San Carlos.

Esta fortaleza se encuentra en la falda del monte, pegada al mar. Era el primer edificio que existía como defensa de la bahía. Tenía numerosos cañones divididos en dos niveles y un polvorín. Llamado así como homenaje al rey Carlos II. Se encuentra en situación de abandono.

#### Fuerte de San Martín

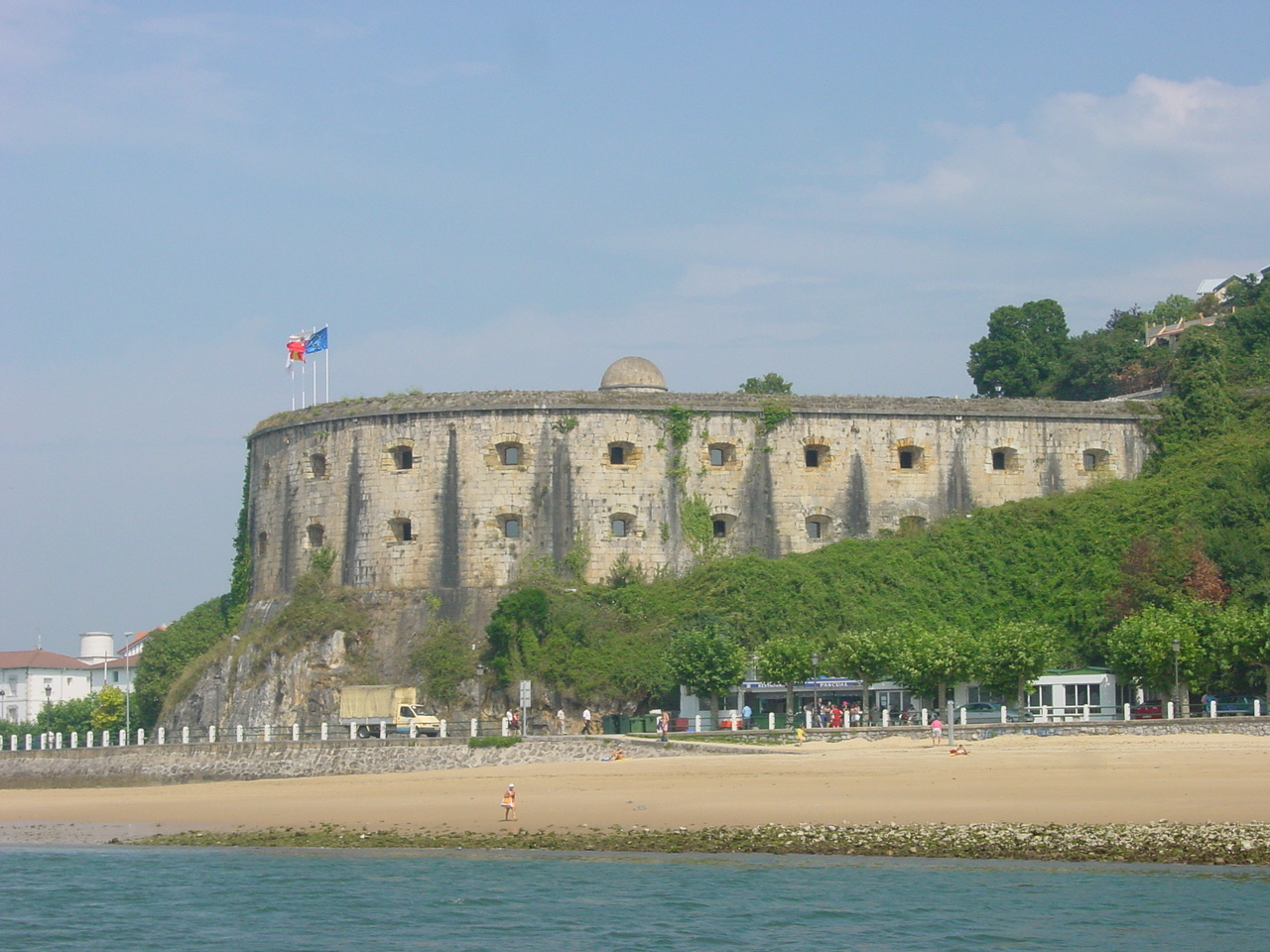
Fuerte de San Martín.

Era la segunda barrera de fuego. Fue construido en forma de uve, con dos pisos superpuestos que se comunicaban por una escalera de caracol interior. Se conserva todavía un edificio exento: la casa de oficiales. El fuerte está construido con grandes sillares de piedra arenisca por el frente sur y de caliza por el frente oeste. Actualmente es propiedad del Ayuntamiento. Está rehabilitado y ahora es centro cultural y sede de la Escuela-Taller de rehabilitación del Patrimonio.

#### Fuerte de Napoleón
El fuerte de Napoleón es el más pequeño de los fuertes de Santoña y está situado en una zona alta del monte. Este se llamaba anteriormente fuerte del Mazo.

### Pico Ganzo

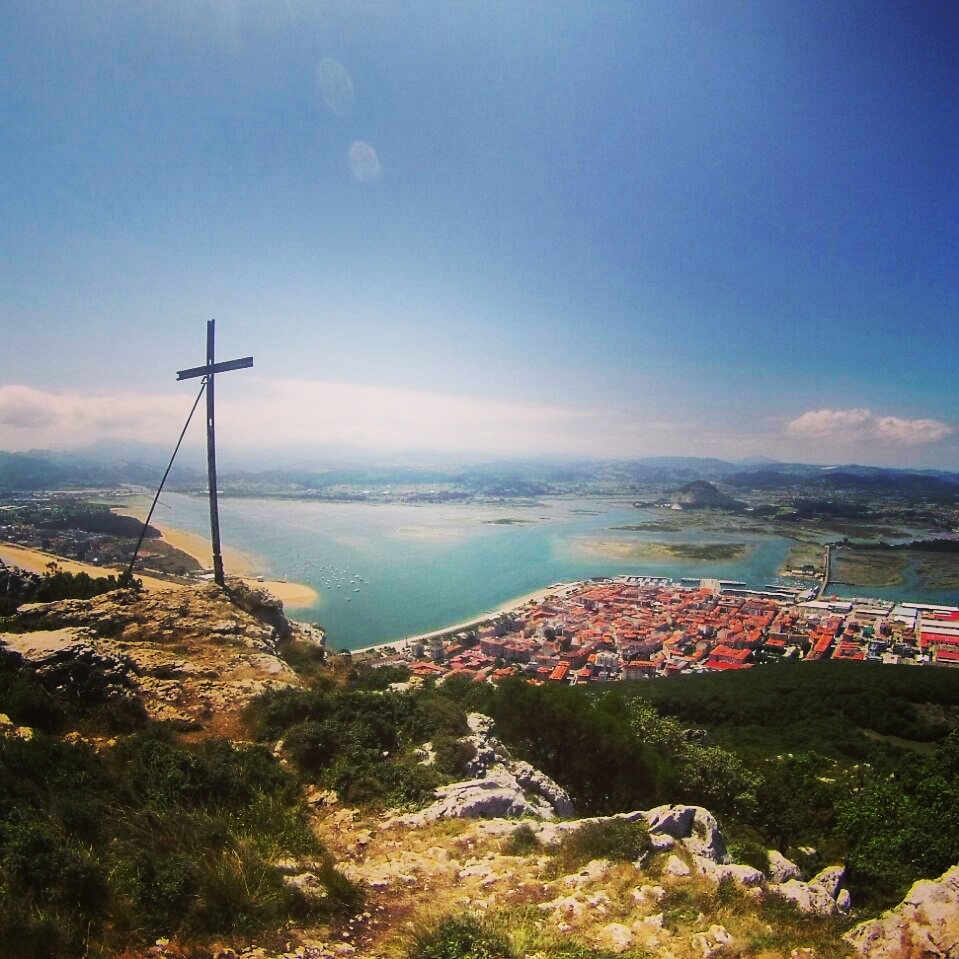
Vistas desde la cruz, situada en el pico Ganzo junto con una bandera de Santoña.

El pico Ganzo es la parte más alta del monte. Hay un recorrido que termina aquí y que tiene una duración 25 minutos hasta la cruz. Allí encontraremos, además de la cruz metálica, de cinco metros de altura, un vértice geodésico y la bandera del municipio.
- Datos: Q27914541
- Multimedia: Monte Buciero / Q27914541